# Lékařská fakulta Univerzity Palackého
Lékařská fakulta (LF) Univerzity Palackého v Olomouci (UP) byla obnovena jako součást této univerzity v roce 1946, svou činnost zahájila v roce 1947. Roku 2008 se z ní vyčlenila nová Fakulta zdravotnických věd UP.

## Historie
Vyučování lékařství bylo zahájeno na filosofické fakultě v roce 1753. Spolu s přestěhováním univerzity do Brna v roce 1778 byla zřízena katedra ranhojičství a babictví. Když se univerzita vrátila v roce 1782 zpátky do Olomouce, tak došlo k úplné separaci této katedry od mateřské filosofické fakulty a vzniku Direktoria pro ranhojičství a babictví. Dvouletý kurz vyučovali dva lektoři. První za plat 600 zlatých vyučoval základy botaniky, chemie, klinické kolegium a praktické znalosti vnitřních nemocí. Druhý, s platem 500 zlatých, vyučoval všeobecné ranhojičství a babictví (jezuité, kteří toto vyučovali dříve, dostávali 300 respektive 200 zlatých; pro srovnání: profesor práva Josef Vratislav Monse dostával 900 zlatých).
Prvními vyučujícím samostatných lékařských studií Olomouckého lycea (škola přišla v letech 1782–1827 o univerzitní status) byli Dr. Anton Sebald a Dr. Gottlieb Amadeus Feichter. V roce 1783 bylo rozhodnuto o rozšíření výuky na civilní a polní ranhojičství, přičemž byl přijat třetí vyučující, chirurg Friedrich Gottfried Wetzel, který se stal profesorem anatomie s platem 400 zlatých. Proměnila se i výuka: v prvním roce se vyučovalo všeobecné a zvláštní ranhojičství, v druhém chirurgické operace, bandážování a porodnictví, přičemž po dobu celého roku probíhala praktická výuka v nemocnici Svatého Joba a Lazara (nedaleko dnešní vily Primavesi). Výuka probíhala v němčině. Pětiměsíční praktický kurz babictví se vyučoval jak německy, tak i částečně česky (velká část studentek německy neuměla).
Předpokladem pro lékařské studium bylo absolvování jednoletého kurzu gramatiky či tří let obecného vyučování a tří let učňovství u praktikujícího lékaře, což se dokazovalo doporučujícím dopisem. Absolventi olomouckých lékařských studií nezískali doktorský titul.
V roce 1809 byla ustavena katedra léčiv (Arzneikunde) a o rok později katedra anatomie. V Olomouci vyučovali čtyři profesoři: profesor teoretické, praktické a klinické chirurgie; profesor porodnictví; profesor veterinářství a profesor teoretické medicíny. Počet studentů se postupně navyšoval z průměrně 40 ročně v letech 1787–1812 na 100 ročně v letech 1825–1834 (nepočítaje studentky porodnictví). V této době v Olomouci studoval medicínu druhý nejvyšší počet studentů v rakouských zemích (po univerzitě ve Štýrském Hradci).
Po navrácení univerzitních privilegií v roce 1827 došlo k prodloužení lékařského studia na tři roky. Současně byla také ustavena katedra farmaceutických přírodních dějin a chemie. Lékařské studium bylo součástí univerzity, netvořilo však samostatnou fakultu a jeho absolventi nebyli promováni k univerzitním gradům.
Lékařské studium bylo v roce 1849 vyděleno ze svazku univerzity, přečkalo tak i dekret o zrušení univerzity z roku 1860 a bylo uzavřeno až v roce 1873, přičemž poslední rigorózní zkoušky se konaly v školním roce 1874/75. Za dobu samostatného působení studium absolvovalo 679 lékařů a 2463 porodních báb.
Studium medicíny bylo obnoveno v roce 1946.

## Vedení fakulty
- prof. MUDr. Milan Kolář, Ph.D.  – děkan
  - doc. MUDr. JUDr. Dušan Klos, Ph.D., LL.M. - statutární zástupce děkana, proděkan pro legislativu, vnitřní organizaci a vnější vztahy
    - prof. RNDr. Hana Kolářová, CSc. – proděkanka pro studium Všeobecného lékařství 1. – 3. ročníku
    - prof. MUDr. Josef Zadražil, CSc. - proděkan pro specializační vzdělávání
    - doc. MUDr. Eva Klásková, Ph.D. – proděkanka pro studium Všeobecného lékařství 4. – 6. ročníku
    - MDDr. Iva Voborná, Ph.D. – proděkanka pro studium Zubního lékařství a Dentistry
    - prof. Mgr. MUDr. Milan Raška, Ph.D. – proděkan pro zahraniční vztahy a General Medicine
    - Prof. MUDr. Martin Doležel, Ph.D. -proděkan pro vědecko-výzkumnou činnost
      - Prof. MUDr. Tomáš Papajík, CSc.– předseda Akademického senátu LF UP
      - Ing. Jana Valíková – tajemnice

## Pracoviště

### Kliniky
- I. chirurgická klinika
- II. chirurgická klinika – cévně transplantační
- I. interní klinika – kardiologická
- II. interní klinika – gastro-enterologická a hepatologická
- III. interní klinika – nefrologická, revmatologická a endokrinologická
- Dětská klinika
- Hemato-onkologická klinika
- Kardiochirurgická klinika
- Klinika anesteziologie, resuscitace a intenzivní medicíny
- Klinika chorob kožních a pohlavních
- Klinika nukleární medicíny
- Klinika plicních nemocí a tuberkulózy
- Klinika pracovního lékařství
- Klinika psychiatrie
- Klinika tělovýchovného lékařství a kardiovaskulární rehabilitace
- Klinika ústní, čelistní a obličejové chirurgie
- Klinika zubního lékařství
- Neurochirurgická klinika
- Neurologická klinika
- Oční klinika
- Onkologická klinika
- Ortopedická klinika
- Otolaryngologická klinika
- Porodnicko-gynekologická klinika
- Radiologická klinika
- Traumatologická klinika
- Urologická klinika

### Ústavy
- Ústav biologie
- Ústav farmakologie
- Ústav fyziologie
- Ústav histologie a embryologie
- Ústav imunologie
- Ústav molekulární a klinické patologie
- Ústav lékařské biofyziky
- Ústav lékařské genetiky
- Ústav lékařské chemie a biochemie
- Ústav mikrobiologie
- Ústav molekulární a translační medicíny
- Ústav normální anatomie
- Ústav patologické fyziologie
- Ústav veřejného zdravotnictví
- Ústav soudního lékařství a medicínského práva

### Ostatní pracoviště
- Centrum pro práci s laboratorními zvířaty
- Centrum pro výuku cizích jazyků
- Centrum pro výuku infekčního lékařství
- Centrum simulátorů, telemedicíny a praktických dovedností
- Centrum pro výuku urgentní medicíny
- Onkologické centrum Olomouc
- Správa budov
- Knihovna Lékařské fakulty

## Seznam děkanů obnovené lékařské fakulty Univerzity Palackého v Olomouci
- 1946–1948 prof. MUDr. Oktavián Wagner
- 1948 prof. MUDr. Václav Vejdovský, DrSc.
- 1948–1950 prof. MUDr. František Lédl
- 1950–1953 prof. MUDr. Gustav Lejhanec, DrSc.
- 1953–1954 prof. MUDr. Jaromír Hrbek, DrSc.
- 1954–1958 prof. MUDr. Václav Vejdovský, DrSc.
- 1958–1960 prof. MUDr. Bruno Schober, CSc.
- 1960–1962 prof. MUDr. Vladimír Pelikán, DrSc.
- 1962–1965 prof. MUDr. Jiří Lenfeld, CSc.
- 1965–1969 prof. MUDr. Miroslav Obručník, CSc.
- 1969–1976 prof. MUDr. Aleš Kučera
- 1976–1980 doc. MUDr. Václav Švec, CSc.
- 1980–1986 prof. MUDr. Jaromír Kolařík, CSc.
- 1986–1989 prof. MUDr. Jiří Pohanka, CSc.
- 1990–1994 prof. MUDr. JUDr. Lubomír Neoral, DrSc.
- 1994–2000 prof. MUDr. PhDr. Jana Mačáková, CSc. (dvě období)
- 2000–2004 doc. MUDr. Čestmír Číhalík, CSc. (dvě období, rezignoval)
- 2004–2011 prof. MUDr. Zdeněk Kolář, CSc. (dvě období)
- 2011–2019 prof. MUDr. Milan Kolář, Ph.D. (dvě období)
- 2019–2023 prof. MUDr. Josef Zadražil, CSc.
- 2023–2027 prof. MUDr. Milan Kolář, Ph.D.